# Chuyến bay 703 của Lao Aviation
Chuyến bay 703 của Lao Aviation là một chuyến bay chở khách nội địa theo lịch trình từ Viêng Chăn đến Xam Neua, Lào. Ngày 19 tháng 10 năm 2000, chiếc Harbin Y-12 đã đâm vào một ngọn núi cách sân bay 12 kilômét (7,5 dặm) do lỗi của phi công. Ít nhất tám hành khách đã chết, bao gồm các công dân đến từ Đức, Singapore và Nam Phi, trong khi bảy hành khách và hai thành viên phi hành đoàn sống sót nhưng bị thương. Đây là vụ tai nạn chết người thứ tư liên quan đến hãng hàng không này trong suốt mười năm qua và là vụ thứ hai trong vòng bốn tháng.
Việc tìm kiếm địa điểm máy bay gặp nạn gặp nhiều khó khăn do mây che phủ thấp và khói dày đặc trong khu vực. Một nhóm những người sống sót đã đi bộ từ nơi xảy ra tai nạn đến một ngôi làng gần đó.